# Dacia Duster Concept
Le Dacia Duster Concept est le premier concept car du constructeur automobile roumain Dacia réalisé en 2009.

## Historique
Ce crossover est présenté au salon international de l'automobile de Genève 2009, et préfigure le futur SUV Dacia Duster commercialisé en 2010. 

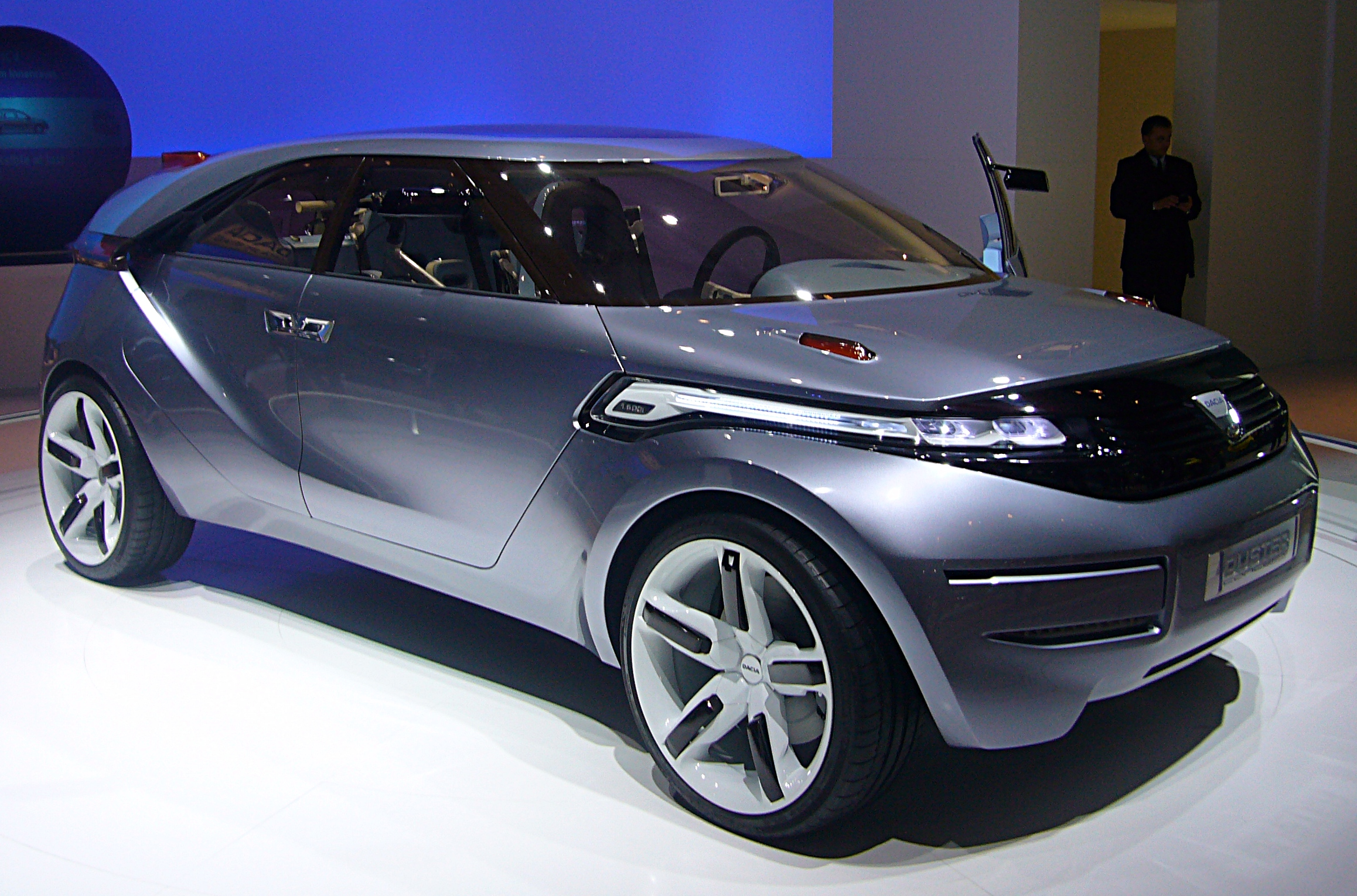
Dacia Duster Concept
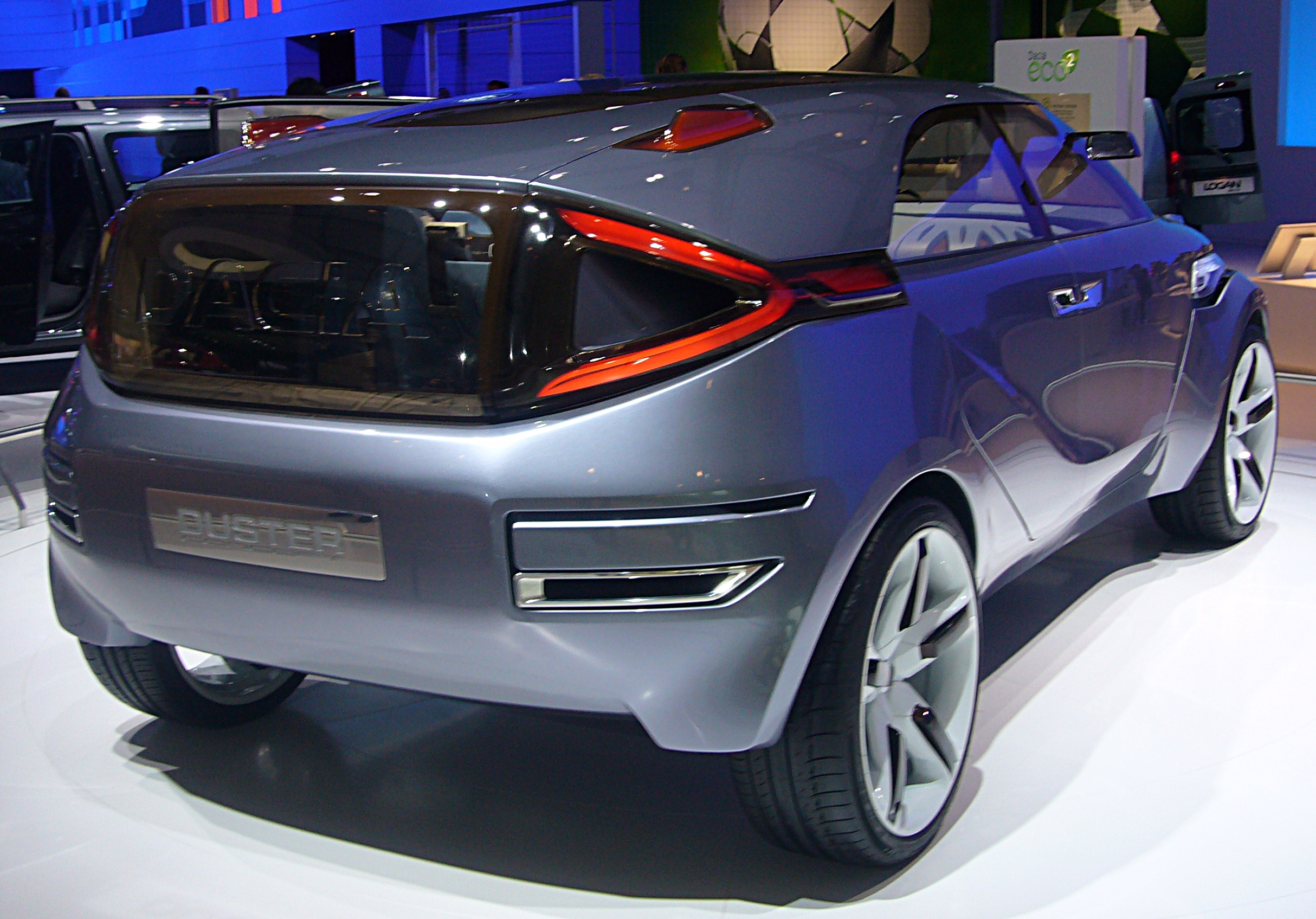
Dacia Duster Concept
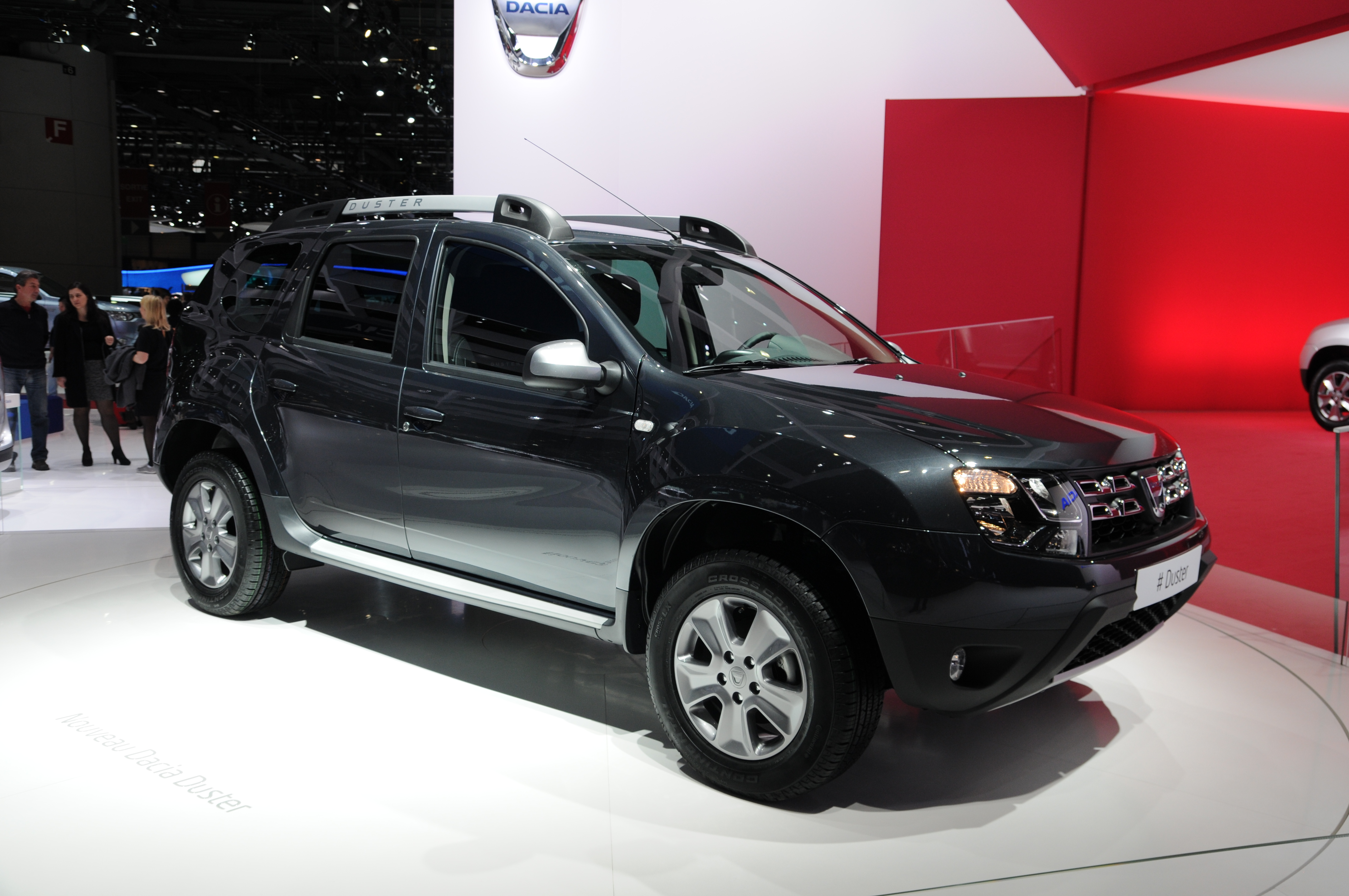
Dacia Duster de 2010

Équipé d'un moteur Diesel 1.5 L DCI Renault de 105 ch, il mesure 4,25 m.